# Klasyfikacja medalowa Zimowych Igrzysk Olimpijskich 1992
     zdobywcy co najmniej jednego złotego medalu
     zdobywcy co najmniej jednego srebrnego medalu
     zdobywcy co najmniej jednego brązowego medalu
     państwa bez medalu
     państwa nieuczestniczące w igrzyskach

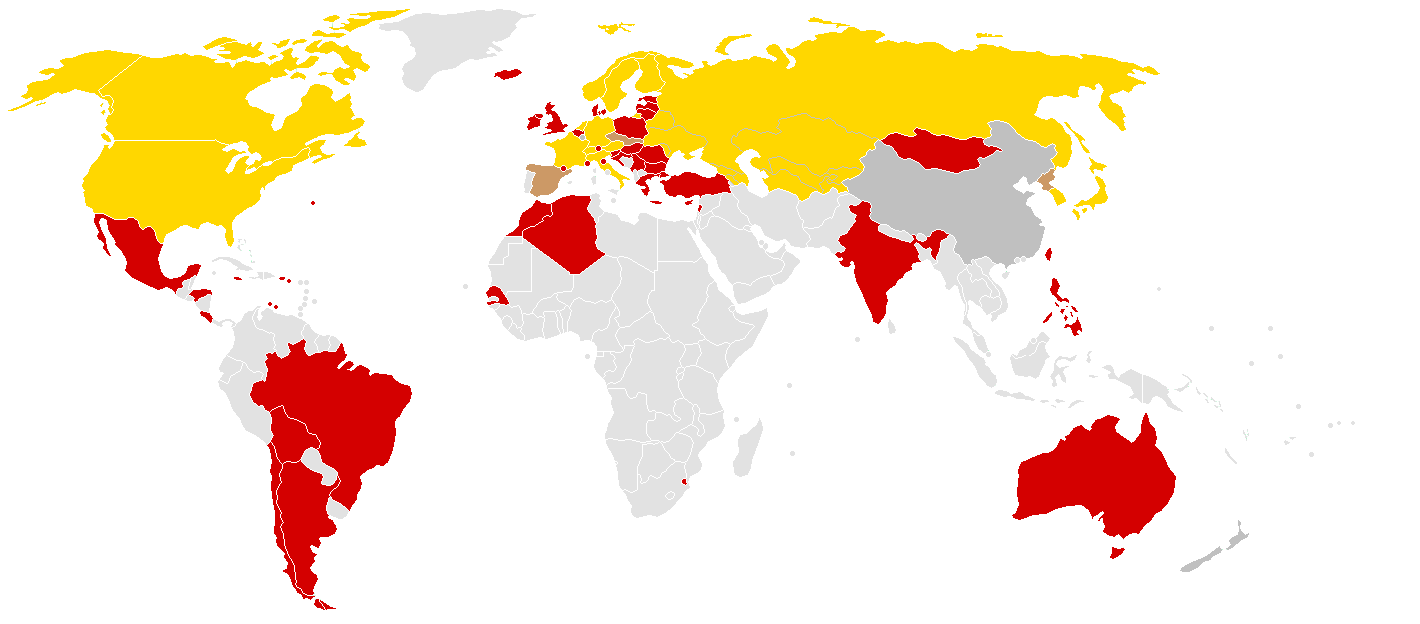
Państwa uczestniczące w Zimowych Igrzyskach Olimpijskich 1992
zdobywcy co najmniej jednego złotego medalu
zdobywcy co najmniej jednego srebrnego medalu
zdobywcy co najmniej jednego brązowego medalu
państwa bez medalu
państwa nieuczestniczące w igrzyskach

Klasyfikacja medalowa Zimowych Igrzysk Olimpijskich 1992 – zestawienie państw, reprezentowanych przez narodowe komitety olimpijskie, uszeregowanych pod względem liczby zdobytych medali na XVI Zimowych Igrzyskach Olimpijskich w 1992 roku w Albertville.
Na igrzyskach w Albertville przeprowadzono 57 konkurencji w 12 dyscyplinach sportowych, czyli o 11 więcej niż podczas poprzednich zimowych igrzysk, które odbyły się w 1988 roku w Calgary. Po raz pierwszy medale olimpijskie przyznano w narciarstwie dowolnym i short tracku (w Calgary w tych dyscyplinach przeprowadzono zawody pokazowe). Ponadto po raz pierwszy w biathlonie rywalizowały kobiety. Dyscypliną pokazową było narciarstwo szybkie, w którym triumfowali Tarja Mulari wśród kobiet i Michael Prufer wśród mężczyzn. W trakcie rywalizacji śmiertelnemu wypadkowi uległ Szwajcar Nicholas Bochatay. Dyscypliną pokazową był również curling, w którym zwyciężyli Szwajcarzy w turnieju mężczyzn i Niemki w turnieju kobiet. Zawody pokazowe przeprowadzono również w narciarstwie dowolnym – skoki akrobatyczne i balet narciarski nie były bowiem oficjalnymi konkurencjami olimpijskimi.
W igrzyskach olimpijskich wzięło udział 1801 sportowców (1312 mężczyzn i 488 kobiet) z 64 narodowych reprezentacji. Dla ośmiu państw – Algierii, Bermudów, Brazylii, Chorwacji, Hondurasu, Irlandii, Słowenii i Suazi – występ w Albertville był debiutem w zimowych igrzyskach olimpijskich. Dla Chorwacji i Słowenii był to ponadto pierwszy start olimpijski, zarówno w letnich i zimowych edycjach igrzysk. W igrzyskach wzięła udział również reprezentacja Wspólnoty Niepodległych Państw, powstała po rozpadzie Związku Socjalistycznych Republik Radzieckich.
Medalistami zostali sportowcy z 20 reprezentacji, co oznacza, że 44 państwa zakończyły igrzyska z zerowym dorobkiem medalowym. Zwycięstwo w klasyfikacji medalowej odniosła reprezentacja Niemiec, dla której był to pierwszy start olimpijski po zjednoczeniu. Niemcy zdobyli 10 złotych, 10 srebrnych i 6 brązowych medali, dzięki czemu okazali się najlepsi zarówno pod względem liczby złotych, jak i wszystkich medali. Drugie miejsce zajęła reprezentacja WNP z dorobkiem 23 medali (9 złotych, 6 srebrnych i 8 brązowych), a trzecie Austria z 21 medalami (6 złotych, 7 srebrnych i 8 brązowych). Dla Austriaków był to najlepszy w historii start olimpijski, zarówno w letnich, jak i zimowych igrzyskach.
Pierwszy w historii medal olimpijski dla Nowej Zelandii zdobyła narciarka alpejska Annelise Coberger w slalomie kobiet. Był to zarazem pierwszy zimowy medal dla kraju z półkuli południowej. Pierwsze medale zimowych igrzysk wywalczyli dla swoich krajów również panczenistka Ye Qiaobo dla Chińskiej Republiki Ludowej, panczenista Kim Yun-man dla Korei Południowej oraz alpejczyk Marc Girardelli dla Luksemburga.
Najlepszy w historii występ w zimowych igrzyskach olimpijskich, biorąc pod uwagę osiągnięcia medalowe, zaliczyli reprezentanci Norwegii, Włoch, Kanady i Japonii. Dla Norwegów był to drugi pod względem liczby medali start olimpijski w historii po letnich igrzyskach w Antwerpii w 1920 roku. Reprezentanci Włoch po raz drugi w historii zdobyli cztery złote medale podczas jednej edycji zimowych igrzysk, wcześniej nastąpiło to w 1968 roku w Grenoble. Z kolei dla Japończyków igrzyska w Albertville były drugimi zimowymi, podczas których zdobyli oni złoto olimpijskie (wcześniej złoto wywalczyli tylko w 1972 roku w Sapporo).
Francja, która po raz piąty gościła igrzyska olimpijskie (wcześniej dwukrotnie letnie w 1900 i 1924 roku w Paryżu oraz zimowe w 1924 roku w Chamonix i w 1968 roku w Grenoble), uzyskała najlepszy dorobek medalowy podczas zimowych igrzysk od Grenoble.
Reprezentacje Korei Północnej i Hiszpanii po raz drugi w historii zdobyły medale zimowych igrzysk olimpijskich. Dla Korei Północnej pierwszy od igrzysk w Innsbrucku w 1964 roku medal zdobyła Hwang Ok-sil w short tracku, natomiast pierwszą medalistką dla Hiszpanii od igrzysk w Sapporo w 1972 roku została Blanca Fernández Ochoa w narciarstwie alpejskim.
Dla Szwajcarów występ w Albertville był najsłabszym zimowym od igrzysk w Grenoble, dla Szwedów najsłabszym od igrzysk w Innsbrucku w 1976 roku, a dla Finów od igrzysk w Lake Placid w 1980 roku. W porównaniu do igrzysk w Calgary, w Albertville medali nie zdobyli zawodnicy z Jugosławii i Liechtensteinu.
Multimedalistami igrzysk olimpijskich w Albertville zostało 38 sportowców, spośród których 25 zdobyło co najmniej jedno złoto. Najbardziej utytułowanymi zawodnikami igrzysk zostali biegacze narciarscy: Lubow Jegorowa (3 złote i 2 srebrne medale), Bjørn Dæhlie i Vegard Ulvang (obaj po 3 złote i 1 srebrnym medalu). Pięciokrotnie na podium stanęła jeszcze inna biegaczka, Jelena Välbe (1 złoty i 4 brązowe medale).

## Klasyfikacja państw
Poniższa tabela przedstawia klasyfikację medalową państw, które zdobyły medale na Zimowych Igrzyskach Olimpijskich 1992 w Albertville, sporządzoną na podstawie oficjalnych raportów Międzynarodowego Komitetu Olimpijskiego. Klasyfikacja posortowana jest najpierw według liczby osiągniętych medali złotych, następnie srebrnych, a na końcu brązowych. W przypadku, gdy dwa kraje zdobyły tę samą liczbę medali wszystkich kolorów, o kolejności zdecydował porządek alfabetyczny.
| Miejsce | Państwo          | Złoto | Srebro | Brąz | Razem |
| ------- | ---------------- | ----- | ------ | ---- | ----- |
| 1.      | Niemcy           | 10    | 10     | 6    | 26    |
| 2.      | WNP              | 9     | 6      | 8    | 23    |
| 3.      | Norwegia         | 9     | 6      | 5    | 20    |
| 4.      | Austria          | 6     | 7      | 8    | 21    |
| 5.      | USA              | 5     | 4      | 2    | 11    |
| 6.      | Włochy           | 4     | 6      | 4    | 14    |
| 7.      | Francja          | 3     | 5      | 1    | 9     |
| 8.      | Finlandia        | 3     | 1      | 3    | 7     |
| 9.      | Kanada           | 2     | 3      | 2    | 7     |
| 10.     | Korea Południowa | 2     | 1      | 1    | 4     |
| 11.     | Japonia          | 1     | 2      | 4    | 7     |
| 12.     | Holandia         | 1     | 1      | 2    | 4     |
| 13.     | Szwecja          | 1     | –      | 3    | 4     |
| 14.     | Szwajcaria       | 1     | –      | 2    | 3     |
| 15.     | ChRL             | –     | 3      | –    | 3     |
| 16.     | Luksemburg       | –     | 2      | –    | 2     |
| 17.     | Nowa Zelandia    | –     | 1      | –    | 1     |
| 18.     | Czechosłowacja   | –     | –      | 3    | 3     |
| 19.     | Hiszpania        | –     | –      | 1    | 1     |
| 19.     | Korea Północna   | –     | –      | 1    | 1     |
| Razem   | Razem            | 57    | 58     | 56   | 171   |

## Klasyfikacje według dyscyplin

### Biathlon
Podczas igrzysk w Albertville po raz pierwszy o medale olimpijskie w biathlonie rywalizowały kobiety. Zawodniczki wystartowały w sprincie na 7,5 km, biegu indywidualnym na 15 km i sztafecie 3 × 7,5 km. Łącznie przyznano zatem sześć kompletów medali w konkurencjach biathlonowych.
Najbardziej utytułowanym zawodnikiem został Mark Kirchner, który zdobył dwa złote i jeden srebrny medal. Trzykrotnie na podium olimpijskim stanęła również Antje Misersky, w dorobku której znalazł się jeden złoty i dwa srebrne medale. Po dwa medale wywalczyli również: Ricco Groß (złoty i srebrny), Anfisa Riezcowa (złoty i brązowy) oraz Jelena Biełowa i Mikael Löfgren (oboje po dwa brązowe).
| Miejsce | Państwo   | Złoto | Srebro | Brąz | Razem |
| ------- | --------- | ----- | ------ | ---- | ----- |
| 1.      | Niemcy    | 3     | 4      | –    | 7     |
| 2.      | WNP       | 2     | 2      | 2    | 6     |
| 3.      | Francja   | 1     | –      | –    | 1     |
| 4.      | Szwecja   | –     | –      | 2    | 2     |
| 5.      | Finlandia | –     | –      | 1    | 1     |
| 5.      | Kanada    | –     | –      | 1    | 1     |
| Razem   | Razem     | 6     | 6      | 6    | 18    |

### Biegi narciarskie
W kalendarzu igrzysk w Albertville po raz pierwszy znalazły się biegi pościgowe kobiet i mężczyzn. Wśród kobiet łączny dystans biegu wynosił 15–5 km techniką klasyczną i 10 km techniką dowolną. Wśród mężczyzn dystans wynosił 25–10 km techniką klasyczną i 15 km dowolną. Pierwsze części biegów pościgowych były osobnymi konkurencjami, za które przyznano medale. Dodatkowo zmianom uległy dystanse trzech biegów – dotychczasowy bieg na 20 km kobiet zastąpiono biegiem na 30 km, zamiast biegu na 10 km kobiet rozegrano bieg na 15 km, a zamiast biegu na 15 km mężczyzn bieg na 10 km.
Rywalizację mężczyzn zdominowali reprezentanci Norwegii, którzy zdobyli wszystkie złote medale. W biegach indywidualnych dwukrotnie triumfowali Vegard Ulvang i Bjørn Dæhlie, obaj zdobyli też złoto w biegu sztafetowym oraz po jednym srebrnym medalu w biegach indywidualnych. Najczęściej na podium olimpijskim stanęły jednak reprezentantki Wspólnoty Niepodległych Państw, Lubow Jegorowa i Jelena Välbe. Obie zdobyły po pięć medali – Jegorowa trzy złote i dwa srebrne, a Välbe jeden złoty i cztery brązowe. Multimedalistami igrzysk w Albertville zostali również: Stefania Belmondo (jeden złoty, jeden srebrny i jeden brązowy medal), Marjut Lukkarinen (jeden złoty i jeden srebrny), Terje Langli (jeden złoty i jeden brązowy), Marco Albarello (dwa srebrne) i Giorgio Vanzetta (jeden srebrny i dwa brązowe).
W biegu mężczyzn na 30 km całe podium zajęli reprezentanci Norwegii – Ulvang, Dæhlie i Langli. Była to pierwsza od igrzysk w Sankt Moritz w 1948 roku taka sytuacja, że całe podium konkurencji biegowej zajęli sportowcy z tego samego kraju.
| Miejsce | Państwo   | Złoto | Srebro | Brąz | Razem |
| ------- | --------- | ----- | ------ | ---- | ----- |
| 1.      | Norwegia  | 5     | 3      | 1    | 9     |
| 2.      | WNP       | 3     | 2      | 4    | 9     |
| 3.      | Włochy    | 1     | 4      | 3    | 8     |
| 4.      | Finlandia | 1     | 1      | 1    | 3     |
| 5.      | Szwecja   | –     | –      | 1    | 1     |
| Razem   | Razem     | 10    | 10     | 10   | 30    |

### Bobsleje
Bobsleiści rywalizowali w Albertville w dwóch konkurencjach – dwójkach i czwórkach mężczyzn.
Medalistami zostali reprezentanci trzech państw – Austrii, Niemiec i Szwajcarii. Najwięcej razy – trzykrotnie – na podium olimpijskim stanęli Niemcy, jednak nie zdobyli ani jednego złota. Złote medale wywalczyli Szwajcarzy i Austriacy. Dla tych drugich był to pierwszy w historii złoty medal olimpijski w bobslejach i pierwszy medal w tej dyscyplinie od igrzysk w Grenoble w 1968 roku.
Multimedalistami zawodów bobslejowych zostali dwaj Szwajcarzy – Gustav Weder i Donat Acklin. Obaj wywalczyli złoto w dwójkach i brąz w czwórkach.
| Miejsce | Państwo    | Złoto | Srebro | Brąz | Razem |
| ------- | ---------- | ----- | ------ | ---- | ----- |
| 1.      | Szwajcaria | 1     | –      | 1    | 2     |
| 2.      | Austria    | 1     | –      | –    | 1     |
| 3.      | Niemcy     | –     | 2      | 1    | 3     |
| Razem   | Razem      | 3     | 3      | 3    | 9     |

### Hokej na lodzie
W turnieju olimpijskim w hokeju na lodzie na igrzyskach w Albertville triumfowała reprezentacja Wspólnoty Niepodległych Państw, która w finale pokonała Kanadę. Brązowy medal wywalczyli hokeiści z Czechosłowacji. Był to pierwszy medal olimpijski w hokeju na lodzie dla Kanady od igrzysk w Grenoble w 1968 roku i pierwszy od igrzysk w Sarajewie w 1984 roku medal w hokeju dla Czechosłowacji.
W reprezentacji WNP wystąpił Darius Kasparaitis, tym samym stał się pierwszym Litwinem, który zdobył medal zimowych igrzysk olimpijskich.
| Miejsce | Państwo        | Złoto | Srebro | Brąz | Razem |
| ------- | -------------- | ----- | ------ | ---- | ----- |
| 1.      | WNP            | 1     | –      | –    | 1     |
| 2.      | Kanada         | –     | 1      | –    | 1     |
| 3.      | Czechosłowacja | –     | –      | 1    | 1     |
| Razem   | Razem          | 1     | 1      | 1    | 3     |

### Kombinacja norweska
Zawody w kombinacji norweskiej podczas igrzysk w Albertville składały się z dwóch konkursów – indywidualnego i drużynowego, tak samo jak podczas igrzysk w Calgary.
Rywalizację indywidualną zdominowali dwuboiści z Francji – złoto wywalczył Fabrice Guy, a srebro Sylvain Guillaume. Były to pierwsze w historii medale olimpijskie w kombinacji norweskiej dla Francji i zarazem pierwsze medale dla tego kraju w narciarstwie klasycznym. Z kolei w zawodach drużynowych triumfował zespół japoński, który również zdobył pierwszy medal w kombinacji dla swojego kraju. Był to pierwszy od igrzysk w Sapporo w 1972 roku złoty medal zimowych igrzysk olimpijskich dla Japonii.
Jedynym kombinatorem norweskim, który dwukrotnie stanął na podium olimpijskim w Albertville, był Austriak Klaus Sulzenbacher, w dorobku którego znalazły się dwa brązowe medale.
| Miejsce | Państwo  | Złoto | Srebro | Brąz | Razem |
| ------- | -------- | ----- | ------ | ---- | ----- |
| 1.      | Francja  | 1     | 1      | –    | 2     |
| 2.      | Japonia  | 1     | –      | –    | 1     |
| 3.      | Norwegia | –     | 1      | –    | 1     |
| 4.      | Austria  | –     | –      | 2    | 2     |
| Razem   | Razem    | 2     | 2      | 2    | 6     |

### Łyżwiarstwo figurowe
Na igrzyskach w Albertville konkurencje olimpijskie w łyżwiarstwie figurowym nie uległy zmianie – przeprowadzono rywalizację solistów, solistek, par sportowych i tanecznych.
Rywalizację zdominowali reprezentanci Wspólnoty Niepodległych Państw, którzy wywalczyli trzy złote medale olimpijskie, nie triumfując jedynie w jeździe indywidualnej kobiet. Żaden z łyżwiarzy nie zdobył więcej niż jednego medalu olimpijskiego. Srebrna medalistka w kategorii solistek, Midori Itō zdobyła pierwszy w historii medal olimpijski w łyżwiarstwie figurowym dla Japonii. Z kolei srebrni medaliści w parach tanecznych, Isabelle i Paul Duchesnay zdobyli pierwsze medale w łyżwiarstwie figurowym dla Francji od 20 lat.
| Miejsce | Państwo        | Złoto | Srebro | Brąz | Razem |
| ------- | -------------- | ----- | ------ | ---- | ----- |
| 1.      | WNP            | 3     | 1      | 1    | 5     |
| 2.      | USA            | 1     | 1      | 1    | 3     |
| 3.      | Francja        | –     | 1      | –    | 1     |
| 3.      | Japonia        | –     | 1      | –    | 1     |
| 5.      | Czechosłowacja | –     | –      | 1    | 1     |
| 5.      | Kanada         | –     | –      | 1    | 1     |
| Razem   | Razem          | 4     | 4      | 4    | 12    |

### Łyżwiarstwo szybkie
Program konkurencji łyżwiarskich w Albertville składał się z tych samych konkurencji co podczas poprzednich igrzysk olimpijskich. Rozdano łącznie dziesięć kompletów medali.
Najwięcej medali – jedenaście – zdobyli reprezentanci Niemiec, którzy odnieśli triumf w pięciu konkurencjach. Ponadto w biegu na 5000 m kobiet reprezentantki Niemiec (Gunda Niemann, Heike Warnicke i Claudia Pechstein) zajęły wszystkie trzy miejsca na podium olimpijskim.
Najbardziej utytułowaną zawodniczką została Gunda Niemann. Zdobywając dwa złote i jeden srebrny medal, została jedyną panczenistką, która w Albertville trzykrotnie stanęła na podium olimpijskim. Ponadto jeszcze sześcioro zawodników zostało multimedalistami igrzysk – Bonnie Blair (dwa złote medale), Johann Olav Koss (złoty i srebrny), Geir Karlstad (złoty i brązowy), Heike Warnicke i Ye Qiaobo (obie po dwa srebrne) i Leo Visser (dwa brązowe).
Ye Qiaobo została pierwszą w historii medalistką zimowych igrzysk olimpijskich z Chińskiej Republiki Ludowej, a Kim Yun-man pierwszym medalistą z Korei Południowej.
| Miejsce | Państwo          | Złoto | Srebro | Brąz | Razem |
| ------- | ---------------- | ----- | ------ | ---- | ----- |
| 1.      | Niemcy           | 5     | 3      | 3    | 11    |
| 2.      | Norwegia         | 2     | 2      | 1    | 5     |
| 3.      | USA              | 2     | –      | –    | 2     |
| 4.      | Holandia         | 1     | 1      | 2    | 4     |
| 5.      | ChRL             | –     | 2      | –    | 2     |
| 6.      | Japonia          | –     | 1      | 3    | 4     |
| 7.      | Korea Południowa | –     | 1      | –    | 1     |
| 8.      | Austria          | –     | –      | 1    | 1     |
| Razem   | Razem            | 10    | 10     | 10   | 30    |

### Narciarstwo alpejskie
Konkurencje alpejskie na igrzyskach w Albertville nie zmieniły się w porównaniu do igrzysk w Calgary. Medale przyznano w zjeździe, kombinacji, supergigancie, slalomie gigancie i slalomie.
Pięcioro alpejczyków zdobyło po dwa medale olimpijskie w Albertville. Dwukrotną mistrzynią olimpijską została Austriaczka Petra Kronberger, która odniosła triumf w kombinacji i slalomie. Dwukrotnie na podium olimpijskim stanęli także: Alberto Tomba (złoto i srebro), Kjetil André Aamodt (złoto i brąz) oraz Marc Girardelli i Anita Wachter (oboje dwa razy srebro). W slalomie gigancie kobiet drugie miejsce ex aequo zajęły Anita Wachter i Diann Roffe. Obie zawodniczki zdobyły srebrne medale, a brązu nie przyznano.
W slalomie gigancie mężczyzn złoty medal zdobył Alberto Tomba, stając się pierwszym w historii narciarzem alpejskim, który obronił tytuł mistrza olimpijskiego.
Wicemistrzyni olimpijska w slalomie kobiet, Annelise Coberger zdobyła pierwszy w historii medal zimowych igrzysk olimpijskich dla Nowej Zelandii. Był to jednocześnie pierwszy medal zimowych igrzysk dla zawodniczki z półkuli południowej. Dwa srebrne medale Marca Girardelliego w supergigancie i slalomie gigancie mężczyzn były pierwszymi w historii medalami zimowych igrzysk olimpijskich dla Luksemburga i pierwszymi medalami dla tego kraju od letnich igrzysk w Helsinkach w 1952 roku. Pierwszy od 20 lat medal zimowych igrzysk olimpijskich dla Hiszpanii zdobyła Blanca Fernández Ochoa. Z kolei medale Kjetila André Aamodta, Finna Christiana Jaggego i Jana Einara Thorsena były pierwszymi od igrzysk w Oslo w 1952 roku medalami w narciarstwie alpejskim dla Norwegii.
| Miejsce | Państwo       | Złoto | Srebro | Brąz | Razem |
| ------- | ------------- | ----- | ------ | ---- | ----- |
| 1.      | Austria       | 3     | 2      | 3    | 8     |
| 2.      | Włochy        | 3     | 2      | –    | 5     |
| 3.      | Norwegia      | 2     | –      | 2    | 4     |
| 4.      | Kanada        | 1     | –      | –    | 1     |
| 4.      | Szwecja       | 1     | –      | –    | 1     |
| 6.      | Francja       | –     | 2      | 1    | 3     |
| 7.      | Luksemburg    | –     | 2      | –    | 2     |
| 7.      | USA           | –     | 2      | –    | 2     |
| 9.      | Nowa Zelandia | –     | 1      | –    | 1     |
| 10.     | Hiszpania     | –     | –      | 1    | 1     |
| 10.     | Niemcy        | –     | –      | 1    | 1     |
| 10.     | Szwajcaria    | –     | –      | 1    | 1     |
| Razem   | Razem         | 10    | 11     | 9    | 30    |

### Narciarstwo dowolne
Na igrzyskach w Albertville po raz pierwszy w historii przyznano medale olimpijskie w narciarstwie dowolnym. Na mocy decyzji z 95. sesji Międzynarodowego Komitetu Olimpijskiego w Portoryko w 1989 roku, w programie igrzysk znalazły się dwie oficjalne konkurencje – jazda po muldach kobiet i mężczyzn. Ponadto rozegrano cztery konkurencje pokazowe – balet narciarski i skoki akrobatyczne kobiet i mężczyzn.
Pierwszymi mistrzami olimpijskimi w narciarstwie dowolnym zostali Edgar Grospiron wśród mężczyzn i Donna Weinbrecht wśród kobiet. Grospiron był jedynym, który stanął na podium jednocześnie w konkurencji pokazowej na igrzyskach w Calgary (3. miejsce) oraz w konkurencji oficjalnej w Albertville. Łącznie medalistami zostali reprezentanci czterech państw, z których dwukrotnie na podium olimpijskim stanęli zawodnicy z Francji i Stanów Zjednoczonych.
W konkurencjach pokazowych dwukrotnie triumfowali reprezentanci Szwajcarii. Ogółem w najlepszej trójce znaleźli się przedstawiciele siedmiu państw, z których najczęściej – trzykrotnie – na podium stanęli Francuzi.
| Miejsce | Państwo  | Złoto | Srebro | Brąz | Razem |
| ------- | -------- | ----- | ------ | ---- | ----- |
| 1.      | Francja  | 1     | 1      | –    | 2     |
| 2.      | USA      | 1     | –      | 1    | 1     |
| 3.      | WNP      | –     | 1      | –    | 1     |
| 4.      | Norwegia | –     | –      | 1    | 1     |
| Razem   | Razem    | 2     | 2      | 2    | 6     |

### Saneczkarstwo
Program zawodów saneczkarskich w Albertville pozostał niezmienny względem igrzysk w Calgary, rozegrano trzy konkurencje – jedynki kobiet, jedynki mężczyzn i dwójki mężczyzn.
Rywalizację zdominowali zawodnicy z Niemiec i Austrii, którzy wywalczyli po cztery medale. Lepszy dorobek uzyskali jednak Niemcy, na koncie których znalazły się dwa złota olimpijskie. Żaden z saneczkarzy nie zdobył więcej niż jednego medalu. Mistrzami olimpijskimi w konkurencjach męskich w Albertville zostali wicemistrzowie z Calgary – w jedynkach triumfował Georg Hackl, a w dwójkach Stefan Krauße i Jan Behrendt.
| Miejsce | Państwo | Złoto | Srebro | Brąz | Razem |
| ------- | ------- | ----- | ------ | ---- | ----- |
| 1.      | Niemcy  | 2     | 1      | 1    | 4     |
| 2.      | Austria | 1     | 2      | 1    | 4     |
| 3.      | Włochy  | –     | –      | 1    | 1     |
| Razem   | Razem   | 3     | 3      | 3    | 9     |

### Short track
Na igrzyskach w Albertville po raz pierwszy przyznano medale olimpijskie w short tracku. Podczas igrzysk w Calgary zawody w tej dyscyplinie miały charakter pokazowy. Do programu włączono cztery konkurencje olimpijskie: biegi indywidualne (500 m kobiet i 1000 m mężczyzn) oraz sztafetowe (3000 m kobiet i 5000 m mężczyzn).
Najbardziej utytułowanym zawodnikiem został Kim Ki-hoon, który wywalczył dwa złote medale olimpijskie. Został jednocześnie pierwszym południowokoreańskim mistrzem zimowych igrzysk olimpijskich. Multimedalistami igrzysk zostało jeszcze troje zawodników: Cathy Turner (złoty i srebrny medal), Lee Joon-ho (złoty i brązowy) oraz Frédéric Blackburn (dwa srebrne). Brązowa medalistka biegu na 500 m kobiet, Hwang Ok-sil zdobyła drugi w historii medal zimowych igrzysk olimpijskich dla Korei Północnej (pierwszy od igrzysk w Innsbrucku w 1964 roku).
| Miejsce | Państwo          | Złoto | Srebro | Brąz | Razem |
| ------- | ---------------- | ----- | ------ | ---- | ----- |
| 1.      | Korea Południowa | 2     | –      | 1    | 3     |
| 2.      | Kanada           | 1     | 2      | –    | 3     |
| 3.      | USA              | 1     | 1      | –    | 2     |
| 4.      | ChRL             | –     | 1      | –    | 1     |
| 5.      | Japonia          | –     | –      | 1    | 1     |
| 5.      | Korea Północna   | –     | –      | 1    | 1     |
| 5.      | WNP              | –     | –      | 1    | 1     |
| Razem   | Razem            | 4     | 4      | 4    | 12    |

### Skoki narciarskie
W trakcie igrzysk w Albertville rozegrano trzy konkursy skoków narciarskich – dwa indywidualne i jeden drużynowy. Były to drugie w historii igrzyska olimpijskie, podczas których przeprowadzono rywalizację skoczków w drużynie. Były to pierwsze igrzyska olimpijskie, na których dominującym był styl V.
Medalistami zostali skoczkowie z trzech państw – Finlandii, Austrii i Czechosłowacji. We wszystkich trzech konkurencjach na podium olimpijskim stanęli Toni Nieminen i Martin Höllwarth. Nieminen został dwukrotnym mistrzem olimpijskim i jednokrotnym brązowym medalistą, a Höllwarth trzykrotnie wywalczył srebrny medal. Ponadto po dwa medale zdobyli Ernst Vettori (złoty i srebrny) i Heinz Kuttin (srebrny i brązowy). Nieminen został najmłodszym w historii mistrzem olimpijskim na zimowych igrzyskach, zdobywając złoty medal w wieku 16 lat.
W drugim w olimpijskiej historii konkursie drużynowym triumfowali reprezentanci Finlandii, tym samym obronili tytuł mistrzów olimpijskich. W składzie fińskiej drużyny był jednak tylko jeden zawodnik ze zwycięskiego zespołu z Calgary, Ari-Pekka Nikkola.
| Miejsce | Państwo        | Złoto | Srebro | Brąz | Razem |
| ------- | -------------- | ----- | ------ | ---- | ----- |
| 1.      | Finlandia      | 2     | –      | 1    | 3     |
| 2.      | Austria        | 1     | 3      | 1    | 5     |
| 3.      | Czechosłowacja | –     | –      | 1    | 1     |
| Razem   | Razem          | 3     | 3      | 3    | 9     |

## Multimedaliści
38 sportowców zdobyło w Albertville więcej niż jeden medal, a 25 spośród nich wywalczyło przynajmniej jedno złoto. Najwięcej – sześcioro – multimedalistów reprezentowało Norwegię. Siedmioro z multimedalistów stawało na podium olimpijskim w biegach narciarskich, po czworo w łyżwiarstwie szybkim i biathlonie, po troje w narciarstwie alpejskim i short tracku, a po dwóch w bobslejach i skokach narciarskich.
Najwięcej medali – po pięć – zdobyły reprezentantki WNP w biegach narciarskich – Lubow Jegorowa i Jelena Välbe. Jegorowa została najbardziej utytułowaną zawodniczką igrzysk z trzema złotymi i dwoma srebrnymi medalami. Po cztery medale (trzy złote i jeden srebrny) zdobyli biegacze norwescy – Bjørn Dæhlie i Vegard Ulvang.
Poniższa tabela przedstawia indywidualne zestawienie multimedalistów Zimowych Igrzysk Olimpijskich 1992, czyli zawodników i zawodniczek, którzy zdobyli więcej niż jeden medal olimpijski na tych igrzyskach, w tym przynajmniej jeden złoty.
| Miejsce | Zawodnik            | Państwo          | Dyscyplina            | Złoto | Srebro | Brąz | Razem |
| ------- | ------------------- | ---------------- | --------------------- | ----- | ------ | ---- | ----- |
| 1.      | Lubow Jegorowa      | WNP              | biegi narciarskie     | 3     | 2      | –    | 5     |
| 2.      | Bjørn Dæhlie        | Norwegia         | biegi narciarskie     | 3     | 1      | –    | 4     |
| 2.      | Vegard Ulvang       | Norwegia         | biegi narciarskie     | 3     | 1      | –    | 4     |
| 4.      | Mark Kirchner       | Niemcy           | biathlon              | 2     | 1      | –    | 3     |
| 4.      | Gunda Niemann       | Niemcy           | łyżwiarstwo szybkie   | 2     | 1      | –    | 3     |
| 6.      | Toni Nieminen       | Finlandia        | skoki narciarskie     | 2     | –      | 1    | 3     |
| 7.      | Bonnie Blair        | USA              | łyżwiarstwo szybkie   | 2     | –      | –    | 2     |
| 7.      | Kim Ki-hoon         | Korea Południowa | short track           | 2     | –      | –    | 2     |
| 7.      | Petra Kronberger    | Austria          | narciarstwo alpejskie | 2     | –      | –    | 2     |
| 10.     | Antje Misersky      | Niemcy           | biathlon              | 1     | 2      | –    | 3     |
| 11.     | Stefania Belmondo   | Włochy           | biegi narciarskie     | 1     | 1      | 1    | 3     |
| 12.     | Ricco Groß          | Niemcy           | biathlon              | 1     | 1      | –    | 2     |
| 12.     | Johann Olav Koss    | Norwegia         | łyżwiarstwo szybkie   | 1     | 1      | –    | 2     |
| 12.     | Marjut Lukkarinen   | Finlandia        | biegi narciarskie     | 1     | 1      | –    | 2     |
| 12.     | Alberto Tomba       | Włochy           | narciarstwo alpejskie | 1     | 1      | –    | 2     |
| 12.     | Cathy Turner        | USA              | short track           | 1     | 1      | –    | 2     |
| 12.     | Ernst Vettori       | Austria          | skoki narciarskie     | 1     | 1      | –    | 2     |
| 18.     | Jelena Välbe        | WNP              | biegi narciarskie     | 1     | –      | 4    | 5     |
| 19.     | Kjetil André Aamodt | Norwegia         | narciarstwo alpejskie | 1     | –      | 1    | 2     |
| 19.     | Donat Acklin        | Szwajcaria       | bobsleje              | 1     | –      | 1    | 2     |
| 19.     | Geir Karlstad       | Norwegia         | łyżwiarstwo szybkie   | 1     | –      | 1    | 2     |
| 19.     | Terje Langli        | Norwegia         | biegi narciarskie     | 1     | –      | 1    | 2     |
| 19.     | Lee Joon-ho         | Korea Południowa | short track           | 1     | –      | 1    | 2     |
| 19.     | Anfisa Riezcowa     | WNP              | biathlon              | 1     | –      | 1    | 2     |
| 19.     | Gustav Weder        | Szwajcaria       | bobsleje              | 1     | –      | 1    | 2     |